# Baeckea floribunda
Baeckea floribunda är en myrtenväxtart som beskrevs av George Bentham. Baeckea floribunda ingår i släktet Baeckea och familjen myrtenväxter.
Artens utbredningsområde är Western Australia. Inga underarter finns listade i Catalogue of Life.